# Jönköping filmfestival
Jönköping filmfestival är en filmfestival, som äger rum i Jönköpings kommun varje höst sedan 1999. Förutom att flera långfilmer visas, äger två kortfilmstävlingar rum: en där en jury bestämmer vinnaren, och en där publiken röstar fram vinnaren. Man brukar också anordna utomhusvisningar av film. 

## 2007
Filmfestivalen 2007 ägde rum 29 augusti till 2 september, och fick bland annat att besök av Orvar Säfström (från Filmkrönikan), Robert Lillhonga (regissör till Hata Göteborg), Peter Bryngelsson och Christopher Nielsen (regissör till Free Jimmy).

### Urval av filmer
- Ett öga rött (smygpremiär)
- Hata Göteborg
- Motorsågsmassakern
- Wolf Creek
- 2 dagar i Paris
- 4:30
- Allt är upplyst
- Flickan i husvagnen
- Min bror
- Princess
- Stilla liv
- Vårt dagliga bröd

## 2008
Filmfestivalen 2008 ägde rum 27 augusti till 31 augusti och fick besök av Ella Lemhagen, Mats Green, Fredrik Andersson, The Living Room Band, Victor Rojas, Ronny Svensson och Johanna Billing. Förutom vanliga filmvisningar ägde en westernkväll och filmnatt rum.

## 2009
Filmfestivalen 2009 ägde rum 2 september till 6 september och fick besök av Fredrik Edfeldt, Louise Wallenberg, Emma Gray Munthe, Jesper Lange, Martin Degrell och  Pelle Snickars. Förutom vanliga filmvisningar ägde en queerfilmskväll, workshop i manusskrivande och filmnatt rum.

## 2010
Filmfestivalen 2010 ägde rum 1 september till 5 september och fick besök av Andreas Öhman, Dirty Rap Scholars, Stefan Jarl och Karolina Westling. Förutom vanliga filmvisningar ägde en tävling i Swedning rum (inspirerat av filmen Be Kind Rewind), föreläsning om musikvideor och diskussionskväll i samarbete med Riksföreningen psykoterapicentrum.

## 2011
Filmfestivalen 2011 ägde rum 12 oktober till 16 oktober. Invigningsfilm var Stockholm Östra och filmens manusförfattare Pernilla Oljelund berättade om arbetet med filmen. Två teman var Japan och Afrika. Under festivalen anordnades också ett "Youtube-battle", vilket gick ut på att deltagarna fick ett tema att leta upp klipp på YouTube. 

## 2012
Filmfestivalen 2012 ägde rum 10 oktober till 14 oktober. Temat var fantasy.